# Peter Thijs
Pieter Thys, ook: Pieter Thijs (1624 - Antwerpen, tussen 7 en 17 oktober 1677), was een Vlaams kunstschilder. Zijn naam wordt ook als Pieter Tys, Tysen of Piter Thijssens vermeld. Omdat hij een zoon had met dezelfde naam wordt hij ook Peter Thijs I of Peter Thijs de Oude genoemd. Hij wordt gerekend tot de Vlaamse barokschilderkunst.
Peter Thijs was de zoon van Peter Rhijs en Anna Vasseur die een nicht was van de schilder Gijsbrecht Thijs (I). Hij trouwde op 19 maart 1648 in de Sint-Walburgiskerk te Antwerpen met Constantia van der Beken, met wie hij een zoon kreeg. Na haar overlijden hertrouwde hij op 2 juli 1670 met Anna Bruydegom.
Hij was een leerling van Artus Deurweerders  en Anthony van Dyck en werd in 1644/1645 meester bij het Antwerpse Sint-Lucasgilde. 
Hij werkte in het atelier van Gonzales Coques, voor wie hij grote opdrachten uitvoerde. Hij had vervolgens een actieve carrière in Antwerpen, en werkte van 1658 tot 1661 in Wenen als hofschilder van keizer Leopold I. Na zijn terugkeer werd hij in 1661 deken van het Antwerpse schildersgilde.
Zijn oeuvre omvat naast schilderijen, ontwerpen voor wandtapijten en tekeningen. Hij werkte samen met kunstenaars zoals Jan Ykens en Jan Brueghel II en voerde opdrachten uit voor Willem II van Oranje-Nassau. Hij schilderde voornamelijk aristocratische portretten (waaronder  groepsportretten), altaarstukken en mythologische scènes. Onder zijn geportretteerden waren onder meer David Teniers II en Maria Henriëtte Stuart. 
Hij leidde verschillende leerlingen op, waaronder Jan Fransicus Lauwereyssens, Joos Chevallos en Jacobus van den Cruys.

## Afbeeldingen

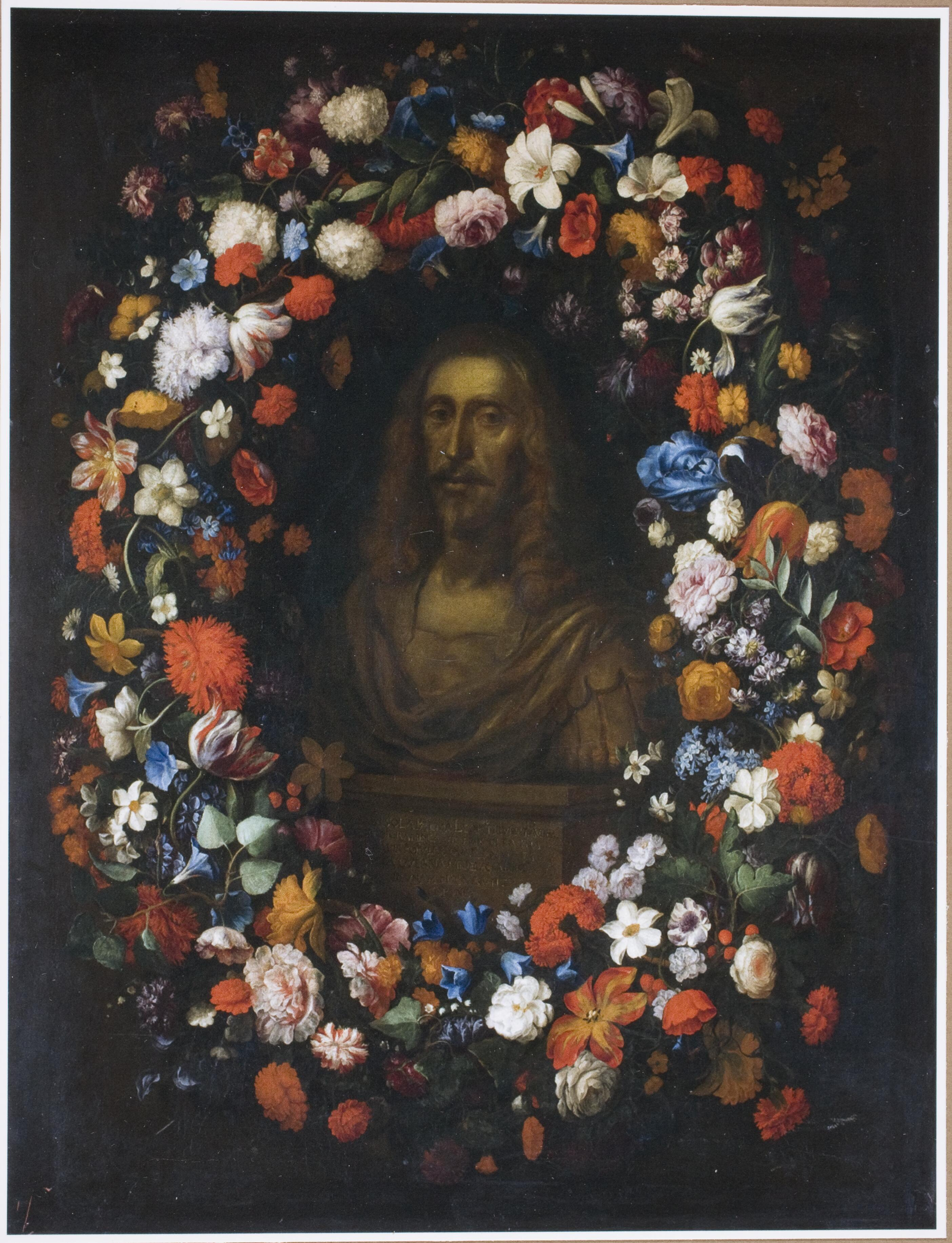
Leopold Willem van Oostenrijk, (grisaille aangevuld met bloemkrans door onbekende schilder)
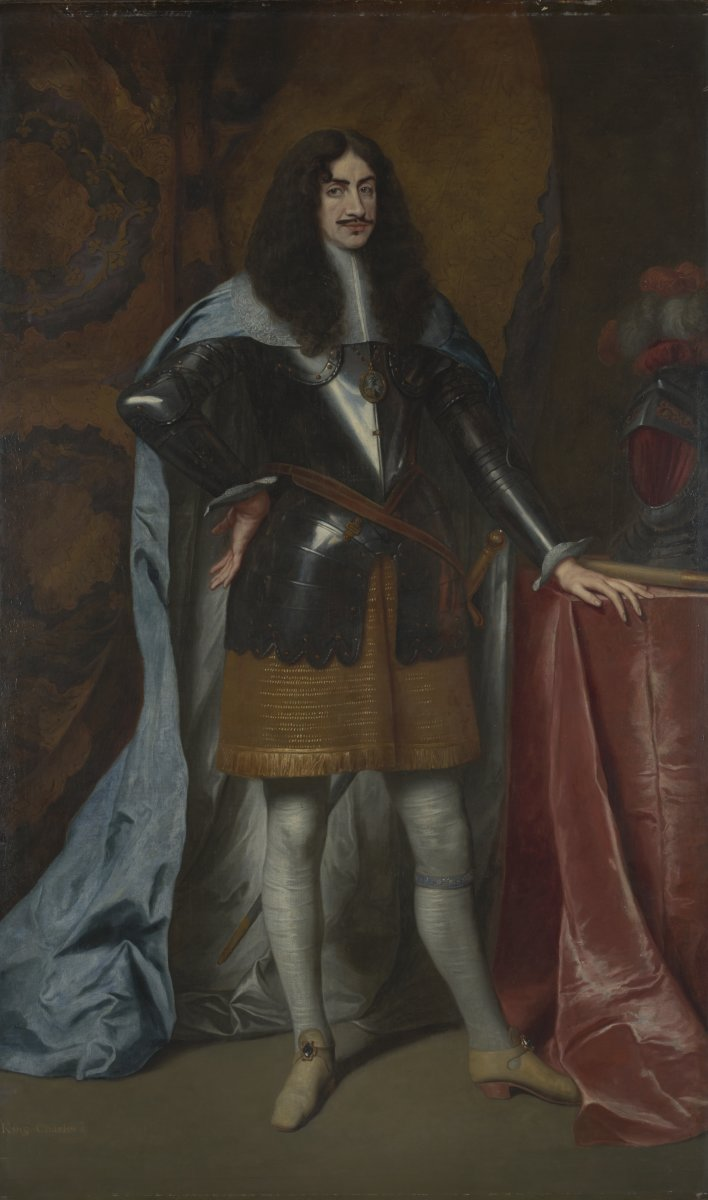
Karel II van Engeland